# Образование в Казахстане

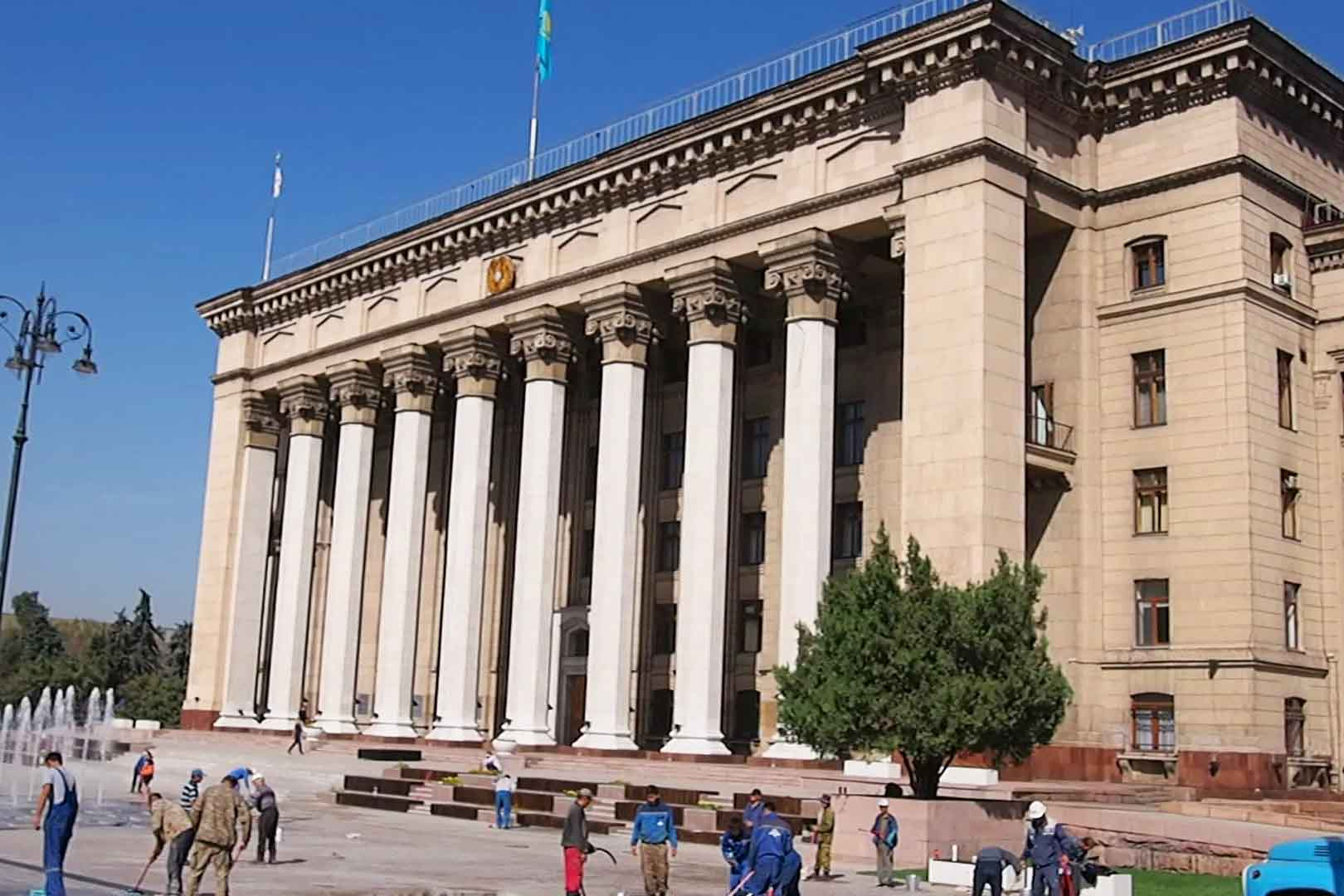
Казахстанско-Британский Технический Университет, Алматы

Образование в Казахстане — непрерывный процесс воспитания и обучения, осуществляемый в целях нравственного, интеллектуального, культурного, физического развития и формирования профессиональной компетентности. За образование в Казахстане отвечают профильные министерства — Министерство просвещения Республики Казахстан и Министерство науки и высшего образования Республики Казахстан.
Обязательное образование в Казахстане предусматривает обучение в течение 12 лет. Как правило, дети начинают ходить в школу в возрасте шести или семи лет. С трёх до шести лет они могут посещать детские сады (дошкольные учреждения). После 9-го класса ученик получает свидетельство об основном среднем образовании, а после 11-го класса — об общем среднем образовании. Единое национальное тестирование (ЕНТ) является 
вступительным экзаменом в ВУЗы, который сдаётся после 11(12) класса.
По мнению международной Организации экономического сотрудничества и развития (ОЭСР) от 2017 года, казахстанская система образования является основой для экономической диверсификации страны. Однако, несмотря на все усилия государства, оно не котируется в мире, функционирование продолжает сопровождаться многочисленными трудностями. Среди основных проблем казахстанской системы образования организация ОЭСР указывает на отсутствие равноправного доступа к качественному образованию для разных категорий учащихся, ограниченную самостоятельность учебных учреждений, низкий уровень их финансирования, отсутствие эффективной системы студенческих заёмов и т. д. Попытки последовательного реформирования высших учебных заведений не позволяют адекватным образом справиться с фундаментальными недостатками, присущими всей системе образования страны в целом.

## Формирование и функционирование

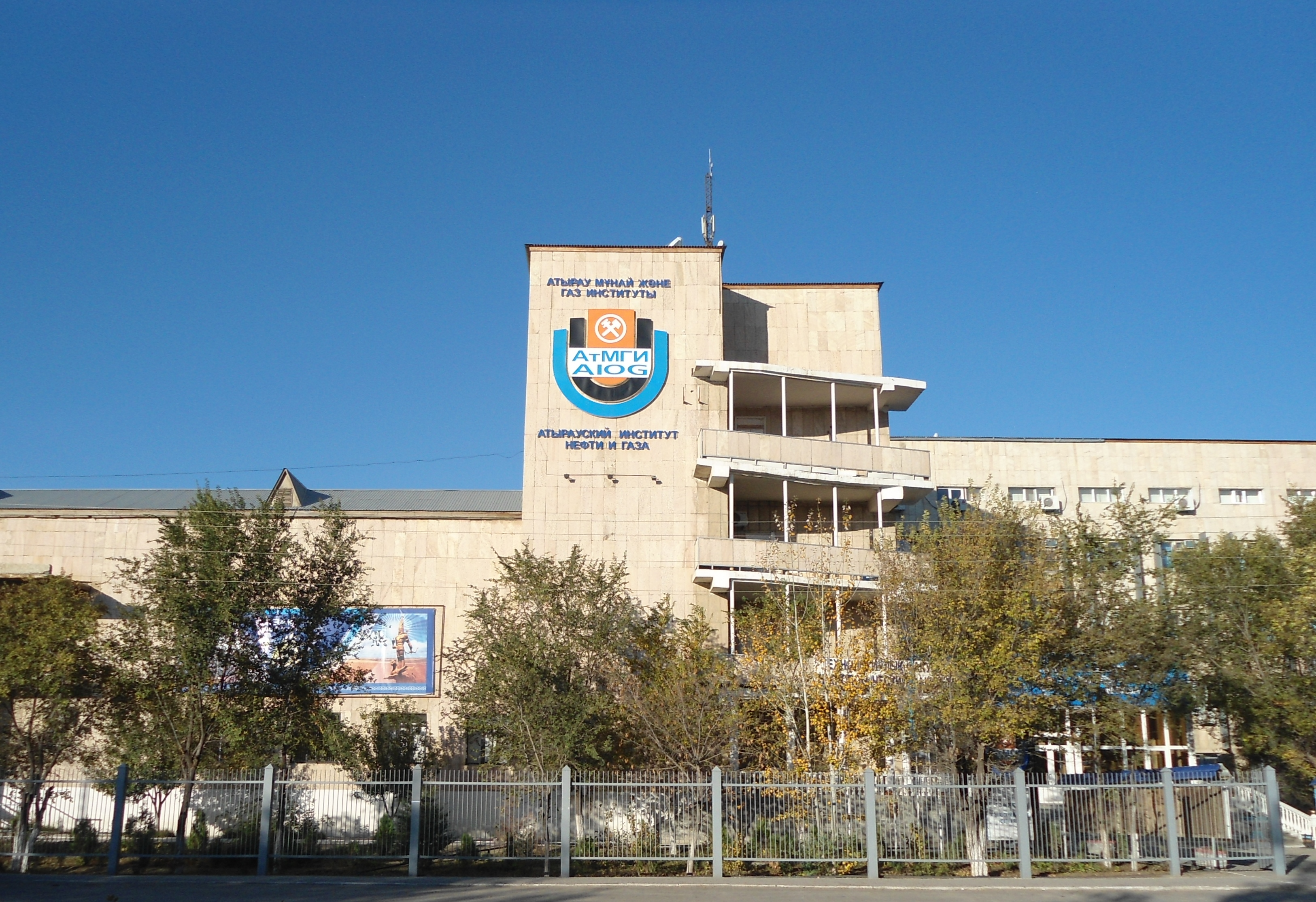
Атырауский институт нефти и газа

Вслед за распадом Советского Союза в Казахстане было запущено последовательное реформирование всего образовательного комплекса до уровня наиболее развитых государств мира. Однако после 1991 года качество образования в стране начало быстро деградировать из-за нехватки финансирования, невнятного госрегулирования, приватизации собственности образовательных учреждений и оттока из страны квалифицированных специалистов. В результате этого, например, общее количество профессиональных училищ в стране упало на 40 %.
Хотя все образовательные процессы в Казахстане находятся под контролем государства, в 1992 году было законодательно оформлено функционирование частных школьных и высших учебных учреждений. С течением времени государственные структуры постепенно обеспечили работу частных образовательного сектора, наладили компьютеризацию школьной среды и внедрение современных технологий обучения. Вместе с этим казахстанское правительство активно стимулировало развёртывание в Казахстане филиалов иностранных вузов.
Несмотря на некоторый прогресс при попытках реформирования, казахстанская система образования продолжает нести на себе бремя жёстко централизованных методов управления, которые были характерны для советской эпохи. Система высших образовательных учреждений Казахстана всё ещё управляется командно-административными методами, что приводит к низкой эффективности и отсутствию ответственности. При этом, нехватка и отсутствие надёжной информации о работе системы затрудняют выработку эффективной политики её развития и усовершенствования. В связи с этим, принятие стратегических решений, оценка эффективности их выполнения и установка приоритетов при финансировании становятся крайне проблематичными.
Выделяют этапы развития образовательной системы в независимом Казахстане.
- 1991—1994 годы — становление законодательной и нормативной правовой базы высшего образования.
- 1995—1998 годы — модернизация системы высшего образования, обновление её содержания (Реформирование высшего образования в республике наиболее интенсивно стало проводиться с 1995 года[7]).
- 1999—2000 годы — децентрализация управления и финансирования образования, расширение академических свобод организаций образования.
- 2001—2007 годы — стратегическое развитие системы высшего и среднего образования.
- 2010 год - Началось массовое внедрение учебного предмета «Самопознание» в систему непрерывного образования РК: детский сад – школа – колледж – вуз. В педагогических вузах ввели специальность «Социальная педагогика и самопознание», в рамках которой началась подготовка будущих учителей самопознания.
- 2005—2010 годы — поиски оптимальных путей адаптации системы высшего образования к условиям рыночной экономики.

## Государственные расходы
По сравнению с рядом государств Организации экономического сотрудничества и развития, уровень государственных вложений в казахстанскую систему образования относительно объёма валового внутреннего продукта страны оставляет желать лучшего. Например, в 2013 году он не превышал 0,3 % от ВВП, в то время как в Российской Федерации он составляет 1,4 % ВВП, а в среднем по странам Организации экономического сотрудничества и развития он достигает 1,6 % ВВП. При этом, выделенные из общественных фондов средства распределяются крайне неэффективно и по самым разным критериям не могут обеспечить ожидаемого результата.
По «Государственной программе развития образования в Республике Казахстан на 2005—2010 годы» объём расходов государственного бюджета, необходимых для реализации Программы, планировался в размере 330 812 млн тенге.
Бюджет Министерства образования и науки в 2004 году составлял 31 миллиард тенге, в 2007 — 131,5 миллиардов тенге.
В 2012—2014 годах расходы на образование и науку составили 1 132 миллиарда тенге:
- 2012 год — 365 миллиардов тенге[10]
- 2011 год — 260 миллиардов тенге

В соответствии с Законом РК «О Республиканском бюджете на 2013—2015 гг.» в 2013 году расходы на образование составят 469,6 млрд тенге.
В дальнейшем была принята «Государственная программа развития образования Республики Казахстан на 2011—2020 годы», которая должна была реализовываться в два основных этапа: первый 2011—2015 годы и второй 2016—2020 годы. Объём государственного финансирования этой программы на период с 2011 до 2013 года составлял 151,15 млрд казахстанских тенге.

## Обучение в Казахстане
По характеру образовательных программ образование в Казахстане делится на общее и профессиональное образование. Различают следующие уровни образования: дошкольное воспитание и обучение, среднее образование, высшее и послевузовское профессиональное образование.

## Среднее образование
Среднее образование в Казахстане является обязательным и включает начальное среднее, основное среднее (9 классов) и общее среднее (11)(12) классов). Также существует начальное профессиональное и среднее профессиональное образование которое может приобретаться на основе общего среднего или основного среднего образования. В первый класс дети принимаются с 6-7 лет. Образование в школах Казахстана содержит 3 ступени: начальную (1-4 классы), основную (5-9 классы) и старшую (10-12 классы). Для наиболее полного развития потенциальных возможностей особо одаренных обучающихся разрабатываются образовательные программы, которые реализуются в специализированных школах для одаренных детей.
Начальное и среднее профессиональное образование приобретается в профессиональных школах, лицеях и колледжах и сочетается с получением общего среднего образования.
Основные задачи профессионально-технического образования:
– разработка и внедрение государственных общеобразовательных стандартов профессионального образования, их обновление с учетом ситуации на рынке труда и структурных изменений в экономике;
– создание условий для повышения доступности профессионального образования;
– поддержка негосударственного сектора профессионального образования;
– организация и развитие социального партнерства в системе профессионального образования;
– расширение международного сотрудничества по вопросам подготовки и переподготовки кадров в учебных заведениях профессионального образования.
Начальное профессиональное образование включает в себя подготовку, переобучение и повышение квалификации рабочих, специалистов и безработных, а также незанятого населения.
В республике действует 306 профессиональных школ и лицеев с 88 348 учащимися. Подготовка квалифицированных рабочих ведется более чем по 300 специальностям.
Учреждения среднего профессионального образования представлены колледжами, которые перешли на подготовку специалистов по новым государственным стандартам среднего профессионального образования и учебным планам. В колледжах внедрен новый механизм формирования контингента учащихся и подготовки специалистов с полным возмещением затрат на договорной основе, учитывающий потребности региона в трудовых ресурсах. Открытие новых специальностей осуществляется только при наличии конкретного заказчика и заключения регионального бюро занятости.
Среднее профессиональное образование обеспечивают 285 колледжей, в том числе 173 - государственной и 112 – негосударственной формы собственности. Количество обучающихся составляет 155 893 чел.
Качество казахстанского среднего образования сравнительно невысоко. Например, по данным Международной программы по оценке образовательных достижений учащихся за 2014 год выпускники казахстанских школ сильно уступают своим сверстникам, прошедшим обучение в странах с аналогичным уровнем ВВП на душу населения. Было установлено, что уровень подготовки учащихся из Турции или России значительно превосходит казахстанский по таким предметам, как математика, естественные науки и чтение.
В школах преподаются такие предметы, как:
• Математика (1—6 классы)
• Алгебра (7—11 классы)
• Геометрия (7—11 классы)
• Казахский язык
• Казахская литература
• Казахский язык и литература
• Русский язык
• Русская литература
• Русский язык и литература
• Английский язык (3—11 классы)
• Уйгурский, узбекский или таджикский язык в зависимости от языка обучения
• В некоторых школах немецкий, французский или китайский языки
• Естествознание (1—6 классы)
• Познание мира (1—4 классы)
• История Казахстана (5—11 классы)
• Всемирная история (5—11 классы)
• Краеведение (5—11 классы)
• Литературное чтение (2—4 классы)
• Физика (7—11 классы)
• Химия (7—11 классы)
• Биология (7—11 классы)
• География (7—11 классы)
• Основы права (9—11 классы)
• Начальная военная подготовка (10—11 классы)
• Физическая культура (или физкультура)
• Художественный труд (2—11 классы)
• Изобразительное искусство (1 класс)
• Трудовое обучение (1 класс)
• Ана тілі (Родной язык, 1 класс)
• Әліппе (Алфавит, 1 класс)
• Букварь (1 класс)
• Обучение грамоте (1 класс)

## Высшее образование
Высшее образование в Казахстане приобретается на основе общего среднего образования или среднего профессионального образования. Для поступления в ВУЗ выпускники школ сдают школьные выпускные экзамены, а также  вступительные экзамены в форме Единого национального тестирования (ЕНТ) или комплексного тестирования (для выпускников прошлых лет). Граждане Казахстана имеют право на присуждение на конкурсной основе международной стипендии «Болашак» для обучения за рубежом . По окончании ВУЗа выпускник получает степень бакалавра (4 года) или магистра (6 лет). 
На 20 апреля 2023 года стипендия размер ежемесячной стипендии в Казахстане для магистрантов составляет 86 000 тенге, что около 193 USD и для докторантов 195 000 тенге, что около 437 USD.

## Послевузовское образование
Для приобретения послевузовского профессионального образования в Казахстане необходима степень магистра. Подготовка научных кадров осуществляется аспирантуре, адъюнктуре (военное, юридическое) и докторантуре ВУЗов. Граждане Казахстана имеют право на присуждение на конкурсной основе международной стипендии «Болашак» для обучения за рубежом. Срок обучения в адъюнктуре составляет 1—1,5 года, в аспирантуре, докторантуре — 3 года. 
В медицинском образовании существует академический уровень - резидентура по клиническим специальностям. С 2019 года резидентура является обязательной и приступить к ней можно после завершения базового медицинского образования (бакалавриат+интернатура).
По закону «Об образовании» в Казахстане гарантируется получение бесплатного среднего и начального профессионального образования, а также на конкурсной основе по государственным грантам бесплатного среднего профессионального, высшего и послевузовского образования, если гражданин образование получает впервые. Кроме того, на конкурсной основе предоставляется государственный образовательный кредит. Конкурс проводится на основе баллов сертификатов, выданных по результатам ЕНТ или комплексного тестирования. Преимущественное право на получение гранта имеют обладатели знака «Алтын белгi», а также призеры и победители международных и республиканских конкурсов, соревнований и олимпиад. Также, в 2012 году осуществлен первый выпуск дипломированных педагогов самопознания, подготовленных Гуманитарным колледжем «Самопознание» гармоничного развития человека.
Иностранцы и лица без гражданства, постоянно проживающие в Казахстане, пользуются правом на образование наравне с гражданами Республики Казахстан в порядке, установленном законодательством Республики Казахстан, международными договорами, а также по контрактам с организациями образования Казахстана.

## История
До присоединения к Российской империи образование в казахской степи базировалось на исламских институтах. Мектебы (начальные школы) и медресе (высшие учебные заведения) функционировали при мечетях, делая упор на изучение Корана, арабской грамоты и основ шариата.
После обретения независимости от Советского Союза, Казахстан начал реформы в области образования.
Экономическая депрессия вынудила снизить государственные расходы на образование. Падение расходов тогда сократилось с 6 % от ВВП в 1991 до примерно 3 % в 1994. Учителя были низкооплачиваемы. В 1993 более чем 30 000 учителей (седьмая часть всех учителей 1990 года) бросили преподавание, многие из них искали более прибыльную работу.
В 1994 в Казахстане было 8 575 школ в которых размещалось примерно 3,2 миллиона учащихся, и 244 специализированных учебных заведения обслуживающих около 222 000 школьников. В 1992 около 51 % нормальных детей размещались в 8 500 дошкольных учреждениях. В 1994 году приблизительно 272 100 учащихся поступили в 61 ВУЗ страны. 54 % студентов были казахами и 31 % — русскими.
Конституция Казахстана 1995 года утвердила обязательность среднего образования. Высшее образование было на конкурсной основе.
Частные школы вмещали около 5 % учащихся, но и их деятельность регулировалась государством.
В 2000 году Правительство Казахстана совместно с правительством Кыргызстана и Таджикистана объединилось c Ага-ханом IV, чтобы организовать первый в мире международный институт высшего образования Университет Центральной Азии (University of Central Asia (UCA)). Предполагалось что у университета будут 3 кампуса, Казахстанский кампус строился в Текели, в 3 часах езды от Алматы.
В 2003 Азиатский банк развития ассигновал страну на $ 600 000, таков был грант на техническое обеспечение в Казахстане. США выделили 137 Корпус мира чтобы он работал с 2004 в области образования в качестве неправительственной организации.
В 2006 году Кондолиза Райс навестила Казахстан 12—13 октября. Тогда она сказала — «Будущее любого региона зависит от уровня образования, это мой четвертый визит в Казахстан, бывала я в Атырау и Алматы и повидала высший уровень образования вашей нации, и это является ключом к успеху любой страны».
Под руководством Международного общественного фонда «Білім-Инновация» находятся: 28 казахско-турецких лицеев, университет имени Сулеймана Демиреля, Жамбылский инновационный высший колледж в городе Тараз, колледж-лицей имени Сулеймана Демиреля, международная школа “Galaxy”, международная школа «Нур-Орда».

## Языки образования
В 1999/2000 учебном году — из 3,5 миллиона учащихся школ республики 1,6 миллиона обучались на казахском языке (50,6 %), 1,5 миллиона — на русском (45 %), 80 тысяч — на узбекском (2,3 %), 23 тысячи — на уйгурском (0,6 %), 2,5 тысячи — на таджикском (0,07 %) и более тысячи — на других языках.
Число детских дошкольных организаций с обучением на казахском языке к 2000 году не превышало 25 % (1158) от общего числа аналогичных организаций в целом по стране (1,5 миллиона — на русском (45 %), 80 тысяч — на узбекском (2,3 %), 23 тысячи — на уйгурском (0,6 %), 2,5 тысячи — на таджикском (0,07 %) и более тысячи — на других языках).
Количество студентов на отделениях с казахским языком обучения составило к 2000 году около 32 % (85 300) (количество студентов на русских отделениях — около 68 % (181 000)). По данным, опубликованным в 2009 году, из общего числа студентов вузов (634 тыс.) на русском учились 322 тыс. (50,7 %), на казахском — 302 тыс. (47,6 %), на английском — 10 тыс. (1,6 %).
За период с 2001/2002 по 2005/2006 учебный год число школ с русским языком обучения упало на 303, смешанных русско-казахских школ — на пять, школ с казахским языком обучения — выросло на 46. Доля студентов вузов, обучающихся на казахском языке, за тот же период выросла с 31,5 до 42,6 %.
По данным, опубликованным в 2009 году, из 2,546 млн учащихся бюджетных школ на казахском учились 1,543 млн (60,6 %), на русском — 0,904 млн (35,5 %), на узбекском — 0,079 млн (3,1 %). Количество школ с казахским языком обучения постепенно растет.
На 26 октября 2009 года 61 % казахстанских школьников и 48 % студентов обучаются на казахском языке.
Министр образования и науки РК Ж. Туймебаев в своем интервью 2010 года прокомментировал указание на данные о закрытии русских школ так: «Только родители выбирают, в русскую или казахскую школу отдать ребёнка. Государство специально школы не закрывает. Русских школ, то есть таких, где все предметы на русском языке, у нас в республике около 30 процентов. Согласитесь, не так уж и мало».
26 июля 2010 года Министр культуры РК Мухтар Кул-Мухаммед сообщил, что история Казахстана в вузах страны будет преподаваться только на казахском языке.
18 января 2011 года. Агентство РК по статистике сообщило, что на начало учебного года численность студентов, обучающихся на казахском языке, в РК составила 319 940 человек, что составляет примерно 52 %.
Молодые казахстанцы осознают, что без знания государственного языка невозможно получить образовательные гранты, сделать карьеру в государственных учреждениях, сфере услуг, правоохранительной и судебной сфере.
В основном образование даётся на казахском и русском языках. В Казахстане три вида национальных школ: узбекские, уйгурские и таджикские. Их выпускники имеют право выбрать язык сдачи ЕНТ, но только казахский или русский.
В 2014 году из 2,5 миллиона школьников на казахском языке обучались 1,7 миллиона человек (68 %), а на русском — около 800 тысяч (32 %). По последним данным, в вузах Казахстана 62,7 % студентов обучаются на казахском языке, а 34,3 % — на русском.